# 23. Flak-Division
La 23. Flak-Division (23e division de Flak) est une division de lutte antiaérienne de la Luftwaffe allemande au sein de la Wehrmacht durant la Seconde Guerre mondiale.

## Historique
La 23. Flak-Division est mise sur pied le 10 octobre 1943 à Bobruisk à partir de la Stab/Luftwaffen-Feld-Division 22. Elle opère dans la région de Baranavitchy-Minsk, en support à la 9. Armee.
Elle est réorganisée en février 1944. Son quartier général s'installe à Bobruisk en mars 1944.
Le Stab/Flak-Regiment 101 (mot.) quitte la division en avril 1944 et est remplacé par le Stab/Flak-Regiment 80 (v).
Le Stab/Flak-Regiment 31 (v) et le Stab/Flak-Regiment 23 (mot.) quittent la division en août 1944, et sont remplacés par le Stab/Heimat-Flak-Abteilung 60./VIII.
Le Stab/Flak-Regiment 23 (mot.) et le Stab/Flak-Regiment 10 (mot.) rejoignent la division en septembre 1944; le Stab/Flak-Regiment 23 (mot.) et le Stab/Heimat-Flak-Abteilung 60./VIII la quittent en octobre 1944.
Elle passe l'été 1944 dans la région de Varsovie (Radom-Posen).
En mai 1945, la division fait mouvement sur Döberitz et se rend aux Américains après avoir subi de très lourdes pertes.

## Commandement
| Début           | Fin             | Grade           | Nom                       |
| --------------- | --------------- | --------------- | ------------------------- |
| 10 octobre 1943 | 20 août 1944    | Oberst          | Hans-Wilhelm Fichter      |
| 21 août 1944    | 20 octobre 1944 | Generalleutnant | Dipl.Ing. Walter Kathmann |
| 24 octobre 1944 | 30 janvier 1945 | Oberst          | Oskar Vorbrugg (en)       |
| 30 janvier 1945 | 8 mai 1945      | Generalmajor    | Kurt Andersen             |

### Chef d'état-major (Ia)
| Début            | Fin            | Grade     | Nom                 |
| ---------------- | -------------- | --------- | ------------------- |
| 16 novembre 1943 | 6 octobre 1944 | Major     | Albert Stecken (en) |
| ? 1944           | Avril 1945     | Hauptmann | Rupprecht Gubalke   |

## Organisation

### Rattachement
| Début           | Fin          | Commandement  |
| --------------- | ------------ | ------------- |
| 10 octobre 1943 | Janvier 1944 | Luftflotte 6  |
| Janvier 1944    | 8 mai 1945   | II. Flakkorps |

### Unités subordonnées
Formation le 10 octobre 1943 :
Organisation au 1er janvier 1944 :
- Stab/Flak-Regiment 31 (v)
- Stab/Flak-Regiment 125 (mot.)
- Luftnachrichten-Betriebs-Kompanie 143

Organisation au 1er mars 1944 :
- Stab/Flak-Regiment 23 (mot.)
- Stab/Flak-Regiment 31 (v)
- Stab/Flak-Regiment 101 (mot.)
- Luftnachrichten-Betriebs-Kompanie 143

Organisation en février 1945 :
- Stab/Flak-Regiment 7 avec II./14, 307, 495, 540 et Müller
- Stab/Flak-Regiment 35 avec I./16 et 205
- Stab/Flak-Regiment 53 avec I./13, II./36, 216, 336 et 402
- Stab/Flak-Regiment 140 avec 117, 121, 185 et 647
- Stab/Flak-Regiment 182 avec I./19, I./54, 301 et 707
- Luftnachrichten-Betriebs-Kompanie 143

Organisation au 26 avril 1945 :
- Stab/Flak-Regiment 7 à Francfort-sur-l'Oder
- Stab/Flak-Regiment 35 NW à Francfort-sur-l'Oder
- Stab/Flak-Regiment 182 à Küstrin
- Stab/Flak-Regiment 23 à Eberswalde
- Stab/Flak-Regiment 53 à Zehden
- Stab/Flak-Regiment 34 à Strausberg et Werneuchen
- Stab/Flak-Regiment Wegener à Beeskow et Müllrose
- Luftnachrichten-Betriebs-Kompanie 143

### Livres
- Georges Bernage et François de Lannoy, Dictionnaire historique de la Luftwaffe et de la Waffen-SS, Éditions Heimdal, 1998
- (de) Karl-Heinz Hummel, Die deutsche Flakartillerie 1935 - 1945 - Ihre Großverbände und Regimenter, VDM Heinz Nickel, 2010